# Gramme
Die Gramme ist ein 30 Kilometer langer rechter Nebenfluss der Unstrut in Thüringen.
Im Jahr 1265 wird das Gewässer als Gramma erstmals urkundlich erwähnt. Der Name leitet sich vom germanischen *gremma- für 'wütend, tobend' ab.
Mit dem vermeintlichen Ausspruch Martin Luthers, der 1521 nachweislich in Nohra war, „Die Gramme entspringt in Nohre unter’m Chore!“ hat sich im Dorf Nohra die Gewissheit darüber eingeprägt, dass die Gramme bereits in Nohra beginnt, und hat dazu geführt, dass die Gramme auch der Namensgeber für die Ackerfluren „Vor der Gramme“ und „Hinter der Gramme“ ist. Der Bach, der die drei Dorfteiche verbindet und Nohra von Süden nach Norden durchfließt, wird auch in den Katasterkarten als Gramme bezeichnet.
Nördlich der Autobahn A4  gibt es mehrere Quellbereiche und kleine Wasserläufe: Der Weimarbach kommt aus Ulla und mündet in Hopfgarten „An der Gramme“ in die Gramme; der Herbach aus Isseroda mündet südlich von links kommend in die Gramme;  in der Nähe der Windmühle von Bechstedtstraß entspringt der Utzbach oder auch Utzberger Bach, der sich, in Utzberg teilweise unterirdisch geführt, im Nordwesten von  Hopfgarten mit der Gramme vereint. Von hier fließt die Gramme in Richtung Niederzimmern.
Unterhalb der Wassermühle Hopfgarten wird die Gramme zur „Talsperre Hopfgarten“ aufgestaut, in die von rechts der Kratzbach einfließt, der mit kleinen Zuläufen den Südwesthang des Ettersberges entwässert. Da die Gramme hochgradig zur Bewässerung der Ackerflächen von Hopfgarten und Niederzimmern genutzt wird, wurde die Talsperre zu diesem Zweck in den 1970er Jahren erbaut. 
Anschließend durchquert sie die westlichen Orte der Verwaltungsgemeinschaft Gramme-Vippach im Landkreis Sömmerda. Die Gramme schlängelt sich im Thüringer Becken durch weitestgehend flache Landschaft, vorbei an Großrudestedt, wo sie von der Bahnstrecke Erfurt-Sangerhausen überquert wird, nach Werningshausen, um dann westlich von Wundersleben, das westlich von Sömmerda liegt, von rechts in die Unstrut zu münden.
Als Folge der mittelalterlichen Flussregulierung in der Unstrut-Region wurde der Flusslauf zum Antrieb von Mühlen und zur Landgewinnung an verschiedenen Abschnitten kanalisiert oder verlegt. Vor der Unstrut-Regulierung lag die Mündung der Gramme südlich von Wundersleben, wo sie die noch heute als Gebäudekomplex existierende Wassermühle antrieb.

## Nebenflüsse
Ein in Großmölsen in die Gramme einmündender linker Nebenfluss ist der Linderbach. Bei Wallichen mündet der aus Vieselbach (beides Stadtteile von Erfurt) von links kommende Vieselbach in die Gramme. Ebenso schließt sich die Schmale Gera in Werningshausen an, die in Erfurt vom Hauptstrom der Gera abzweigt. Ca. 2 km nördlich von Alperstedt mündet schließlich die Vippach als rechter Nebenfluss in die Gramme.